# Friedrich Kospoth
Friedrich August Carl von Kospoth (ur. w 1767 r., zm. w 1832 r.) – pruski prawnik, nadburmistrz Wrocławia w latach 1812–1832.

## Życiorys

### Młodość i początki kariery
Urodził się w 1767 r. Ukończył Akademię Rycerską w Legnicy. Następnie kontynuował naukę na Uniwersytecie w Halle (do 1785). Od 1791 r. był radcą rejencyjnym w księstwie oleśnickim. Po II rozbiorze Polski został skierowany do Piotrkowa Trybunalskiego i Kalisza, gdzie kierował tamtejszą administracją pruską.

### Działalność w czasie wojny wyzwoleńczej
W okresie napoleońskim znalazł się we Wrocławiu, gdzie od 1808 r. rozpoczął pracę w Wyższym Sądzie Krajowym. W 1812 r. kandydował z powodzeniem na urząd nadburmistrza miasta. Opracował nowy statut miasta, na mocy którego przypadło mu kierowanie kolegium magistrackim, Miejskim Konsystorzem Ewangelickim oraz deputacjami: Szkolną, Finansów i Opieki Społecznej. Na początki jego rządów w mieście przypadła tzw. wojna wyzwoleńcza. od stycznia 1813 r. w stolicy Dolnego Śląska przebywał król Fryderyk Wilhelm III, chcący zachęcić mieszczan do walki przeciw Francuzom. W marcu tego samego roku Kospoth wydał zarządzenie o zbiórce złotych i srebrnych przedmiotów na rzecz umundurowania i uzbrojenia biedniejszych ochotników. W tym czasie spotkał się również z Napoleonem I w Środzie Śląskiej, gdzie wynegocjował zapewnienie nienaruszalności terytorium miasta.

### Reformy gospodarczo-społeczne w mieście
Po wycofaniu Francuzów ze Śląska wrócił do swoich normalnych obowiązków. Wprowadził przy pewnych oporach ze strony kupców i handlarzy reformę miejskiego rzemiosła i handlu, likwidując m.in. cechy i gildie. Szczególną uwagę poświęcał sprawom opieki nad biednymi, dążąc do zmniejszenia ilości miejskich żebraków. Zreorganizował szkolnictwo elementarne we Wrocławiu.

### Ostatnie lata rządów
19 czerwca 1829 r. Wrocław został zalany przez powódź. Najwięcej ucierpiały Złotniki i Rakowiec. Poza tym woda zerwała liczne mosty na Odrze i jej dopływach. Spowodowało to przeznaczenie ogromnych kosztów na remont miasta. Nie dokończył w pełni odbudowy, ponieważ zmarł 4 kwietnia 1832 r. na cholerę i został pochowany na tzw. Wielkim Cmentarzu, przy obecnej ul. Legnickiej.

## Ciekawostki
- W 1833 r. Rada Miejska Wrocławia zleciła malarzowi Augustowi Thilo wykonanie portretu Kospotha, na który zrzucili się ówcześni członkowie magistratu. Zdobił on następnie Salę Radnych[3].
- Kospoth był również patronem jednej z ulic na śródmieściu – obecnie ul. Daszyńskiego.